# الهدايا
قرية الهدايا هي إحدى القرى التابعة لمركز أسيوط في محافظة أسيوط في جمهورية مصر العربية. حسب إحصاءات سنة 2006، بلغ إجمالي السكان في الهدايا 6351 نسمة، منهم 3239 رجل و3112 امرأة.